# Pseudopsallus lajuntae
Pseudopsallus lajuntae är en insektsart som beskrevs av Stonedahl och Schwartz 1986. Pseudopsallus lajuntae ingår i släktet Pseudopsallus och familjen ängsskinnbaggar. Inga underarter finns listade i Catalogue of Life.